# Garelli RS 50 Elektronik
Garelli RS 50 Elektronik ist die Bezeichnung eines sportlichen Kleinkraftrads, das der italienische Hersteller Garelli zwischen 1973 und 1979 produzierte. Es wurde unter verschiedenen Modellbezeichnungen vertrieben, darunter RS 50, RS/RSL Elektronik sowie als Garelli Rekord-Nürburg über den Neckermann-Versand. Das Modell war für seine fortschrittliche Technik und sportliche Optik bekannt und erfreute sich insbesondere bei jungen Fahrern großer Beliebtheit.

## Geschichte
Die RS 50 Elektronik wurde als sportliches Zweirad entwickelt, das mit moderner Technik und einem markanten Design den jugendlichen Markt der 1970er-Jahre ansprach. Die elektronische Zündung (von Bosch) war für Kleinkrafträder zu dieser Zeit keine Selbstverständlichkeit.

## Technik
Das Fahrzeug hat einen luftgekühlten 49-cm³-Zweitaktmotor mit 6,3 bzw. 6,5 PS Leistung, ein Fünfganggetriebe mit Fußschaltung und erreicht etwa 85-90 km/h.

## Technische Daten
|                        | Garelli RS 50 Elektronik RS/RSL Elektronik                                                                   |
| ---------------------- | --- |
| Bauzeit                | 1973–1979 |
| Motor                  | Zweitakt-Einzylinder, luftgekühlt (G5ak)                                                                     |
| Bohrung × Hub          | 40 × 39 mm                                                                                                   |
| Hubraum                | 49 cm³ |
| Verdichtung            | 10,5/12,5 : 1 (RS 50/RSL 50)                                                                                 |
| Leistung               | 6,3 PS (4,6 kW) bei 8500/min (RS 50) 6,5 PS (4,8 kW) bei 9000/min (RS/RSL-Elektronik)                        |
| Vergaser               | Dell’Orto SHB 19/19 (RS 50) Dell’Orto VHB 22 (RS/RSL-Elektronik)                                             |
| Schmierung             | Zweitaktgemisch 1 : 25                                                                                       |
| Elektrische Anlage     | Bosch-Elektronik-Zündung                                                                                     |
| Bordspannung           | 6 V |
| Getriebe               | 5-Gang-Getriebe mit Fußschaltung                                                                             |
| Kupplung               | Mehrscheiben-Ölbadkupplung                                                                                   |
| Endantrieb             | Kette |
| Rahmen                 | Doppelschleifenrohrrahmen                                                                                    |
| Maße (L × B × H)       | ca. 1900 × 820 × 1100 mm (RS 50) ca. 1900 × 650 × 980 mm (RS 50) ca. 1900 × 670 × 910 mm (RS/RSL-Elektronik) |
| Radstand               | ca. 1230 mm                                                                                                  |
| Sitzhöhe               | ca. 810 mm                                                                                                   |
| Radaufhängung vorn     | Teleskopgabel                                                                                                |
| Radaufhängung hinten   | Hinterradschwinge                                                                                            |
| Bereifung              | 2.50-19 vorn / 2.50-19 hinten (verstärkt) (RS 50) 2.50-18 vorn / 2.70-18 (verstärkt) (RS/RSL-Elektronik)     |
| Bremse vorn und hinten | Trommelbremsen                                                                                               |
| Eigengewicht           | ca. 74 kg (RS 50) ca. 82 kg (RS/RSL-Elektronik)                                                              |
| Verbrauch              | ca. 2,5 l/100 km                                                                                             |
| Tankinhalt             | ca. 10 l |
| Höchstgeschwindigkeit  | ca. 85 km/h (RS 50) ca. 90 km/h (RS/RSL-Elektronik)                                                          |

## Modellvarianten
- Garelli RS 50: Italienisches Originalmodell
- Garelli RS 50 Elektronik: Italienisches Originalmodell
- Garelli RS/RSL Elektronik: Alternative Bezeichnung, teils mit veränderter Lackierung oder Ausstattung
- Garelli Rekord-Nürburg: Alternative Bezeichnung, über Neckermann vertrieben

## Besonderheiten
Die Garelli RS 50 Elektronik zeichnete sich durch mehrere technische Innovationen aus:
- Elektronische Zündung: Die Verwendung einer Bosch-Elektronik-Zündung war für die damalige Zeit fortschrittlich und sorgte für zuverlässige Zündfunken.
- Sportliches Design: Mit ihrer schlanken Linie, dem sportlichen Tank und der auffälligen Farbgebung sprach die RS 50 besonders junge Fahrer an.

## Historischer Kontext
In den 1970er Jahren erlebten Kleinkrafträder in Europa einen Boom, insbesondere bei Jugendlichen, die eine günstige und flexible Mobilitätslösung suchten. Die Garelli RS 50 Elektronik traf mit ihrer Kombination aus moderner Technik und ansprechendem Design den Nerv der Zeit und wurde zu einem beliebten Modell in ihrer Klasse.